# Haunted House (1981)
Haunted House is een computerspel dat werd ontwikkeld en uitgegeven door Atari. Het spel kwam in 181 uit voor de Atari 2600. Later volgden releases voor andere platforms. Het was een van de eerste spellen die konden scrollen en een speelveld hadden dat uit meerdere schermen bestond.
In een landhuis zijn drie stukken van een urn verborgen. Het doel van het spel is het landhuis binnengaan, de drie stukken te vinden, samenvoegen en het landhuis weer te verlaten voordat de negen levels op zijn. 
Het landhuis bestaat uit drie verdiepingen en een kelder. Onderweg wordt de speler gehinderd door diverse tegenstanders. Veel kamers in het landhuis zijn op slot en ergens licht een moedersleutel verborgen, die opgezocht moet worden. Met een lucifer kan de muur beschenen worden om te kijken of zich daar voorwerpen bevinden. Een lucifer geeft slechts een beperkte radius licht. Lucifers kunnen onbeperkt gebruikt worden. Wel houdt het spel bij hoe veel lucifers gebruikt zijn, hoe minder lucifers des te hoger de eindscore. De speler kan maar een object per keer bij zich dragen. Het spel wordt met bovenaanzicht getoond.

## Ontvangst
| Beoordeeld door                     | Datum             | Score |
| ----------------------------------- | ----------------- | ----- |
| The Video Game Critic               | 17 juli 1999      | 83%   |
| Digital Press - Classic Video Games | 25 september 2004 | 80%   |
| Game Informer Magazine              | juni 2005         | 78%   |
| Retrogaming.it                      | 18 juli 2008      | 70%   |
| Game Freaks 365                     | 4 juli 2009       | 66%   |
| Tilt                                | september 1982    | 50%   |